# Juanito Gallego
Juan Antonio Felipe Gallego (Madrid, 24 de agosto de 1961) é um ex-futebolista profissional espanhol que atuava como defensor.

## Carreira
Juanito se profissionalizou no Real Madrid Castilla.

## Seleção
Juanito integrou a Seleção Espanhola de Futebol nos Jogos Olímpicos de 1980, em Moscou.